# Мнемоника
Мнемониката е изкуство и техника за запаметяване (мнемотехника); съвкупност от прийоми, обезпечаващи облекченото запомняне на максимален обем информация чрез създаване на изкуствени асоциации.
Теорията за асоциативността се основава на схващането, че ако два елемента се срещнат заедно, всяка следваща среща на единия ще предполага връзка с другия. Това означава, че ако възприемем два обекта като свързани, ще имаме нужда да си спомним само единия, за да възпроизведем в паметта си и другия. Тази теория може да се прилага за неограничен брой елементи, като създаваме асоциации с един основен елемент и благодарение на него можем да запомним останалите.
Името мнемоника произлиза от древногръцката богинята на паметта Мнемозина.
Основател на науката е Симонид от Кеос.